# Alejandro Arango y Escandón
Alejandro Arango y Escandón (Puebla de Zaragoza, 10 luglio 1821 – Città del Messico, 28 febbraio 1883) è stato un avvocato, patriota e scrittore messicano.

## Biografia
Fu dapprima propenso alla redazione di una costituzione messicana coloniale, poi passò dalla parte dei liberali ed entrò nel Consiglio di Stato. Nel 1856 pubblicò un saggio sul letterato Luis de León.
Fu membro della Academia Mexicana de la Lengua.